# Брузе лез Але
Брузе лез Але (фр. Brouzet-lès-Alès) насеље је и општина у јужној Француској у региону Лангдок-Русијон, у департману Гар која припада префектури Але.
По подацима из 2011. године у општини је живело 616 становника, а густина насељености је износила 47,28 становника/km². Општина се простире на површини од 13,03 km². Налази се на средњој надморској висини од 235 метара (максималној 623 m, а минималној 159 m).

## Демографија
| 1962. | 1968. | 1975. | 1982. | 1990. | 1999. | 2011. |
| ----- | ----- | ----- | ----- | ----- | ----- | ----- |
| 319   | 342   | 343   | 348   | 392   | 436   | 616   |

График промене броја становника у току последњих година